# میگل آنخل پرز تیو
میگل آنخل پرز تیو (اسپانیایی: Miguel Ángel Pérez Tello‎؛ زادهٔ ۲ اکتبر ۱۹۵۷) دوچرخه‌سوار اهل اسپانیا است.